# Nanna (god)

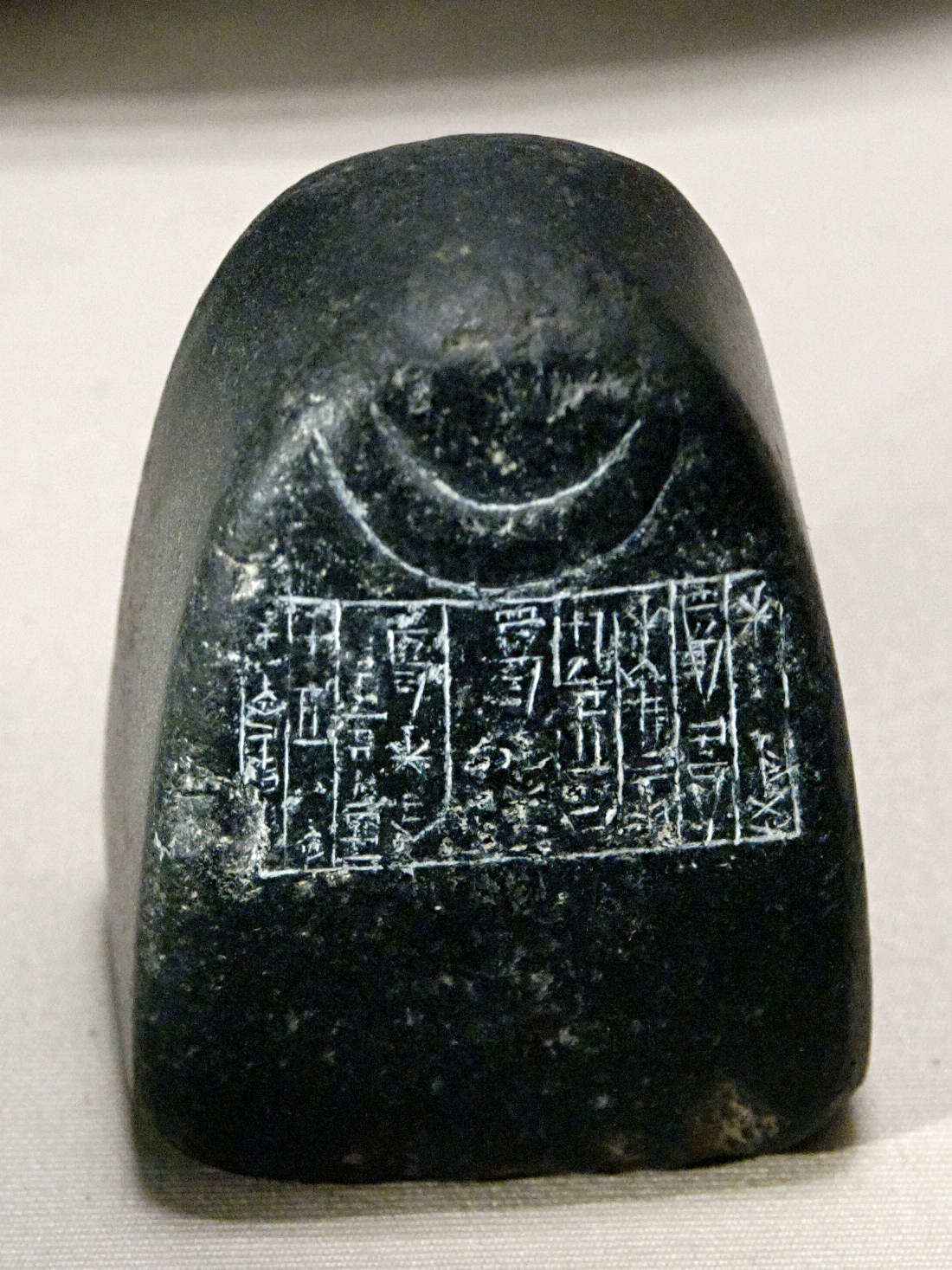
Een gewicht met het symbool van de wassende maan, het werd gebruikt in de tempel van de maangod in Ur in het begin van de 21e eeuw v.Chr., Louvre

Nanna (Akkadisch Suen, Assyrisch en Babylonisch Sin, ook Utukku in archaïsch Mesopotamië) is de Sumerische maangod, patroongod van Ur, zoon van de luchtgod Enlil en Ninlil, de graangodin. Zijn gezellin is Ningal, "De grote Dame", zijn kinderen zijn onder andere de zonnegod Utu, Inanna (of Ishtar) en de dondergod Adad. Hij is ook de vader van Shamash, de zonnegod, en van Nusku de god van het vuur.
Zijn residentie is de goedbewaarde Ziggurat van Ur (de tempel van Ikinugul of Ekishnugal) uit het 21e eeuw v.Chr. Ook in Harran in Opper-Mesopotamië was hij de patroongod. Als Sin werd hij in Assur vereerd. Voor hem en zijn zoon Shamash werd hier in de 15e eeuw v.Chr. een gemeenschappelijke tempel opgericht, de Sin-Shamash tempel.
Hij wordt altijd weergegeven als godheid met een gehoornde kroon (hemelstier), terwijl hij in een boot in de vorm van een liggende maansikkel zit. De maansikkel was sinds de 25e eeuw v.Chr. het symbool van Nanna. Door de positie aan de zuidelijke hemel had men een voorstelling van een "vrachtschip aan de hemel": Nanna drijft in een sikkelvormige boot over de nachtelijke hemel. Sin werd als heel wijs beschouwd. Hij kon ook de tijd meten door zijn wassen en weer afnemen. Bovendien deed hij het water in de moerassen van Ur wassen, waar de tempel stond, en verzekerde daarmee het welzijn van het vee dat erdoor volop aan voedsel kwam.
Sin ziet eruit als een oude man met een blauwe baard. Over zijn geboorte gaat de Sumerische mythe Enlil en Ninlil. Als Sin wordt hij al sinds de 26e eeuw v.Chr. in inscripties gedocumenteerd. Sin en Nanna overlapten bijna volkomen, alleen werd Sin net als Shamash bovendien als orakelgodheid gezien. Opperpriesteres van Nanna was in de regel de dochter van de Sumerische vorst van Ur.
Een laat-Akkadische mythe poogt middels de figuur van Sin een maansverduistering te verklaren: de godheden Sin, Ishtar en Shamash proberen een deel van de macht van de god Anu te verwerven. Deze stuurt vervolgens zijn kinderen, de Zevengodheid omsingelen en blokkeren Sin. Pas na interventie door Enki wordt hij bevrijd.
De godheid corresponderend met Nanna/Sin heette bij de Hurrieten Kushuh, de proto-Hattische maangod Kaskuh, bij de Ugarieten Jarich. Bij de Hettieten en Luwiërs heette hij Arma (tenminste, zo heet het teken van zijn naam). In het spijkerschrift wordt hij, op basis van de 30 dagen van een maanmaand, met het teken voor 30 weergegeven.